# Тесильо, Вильям
Ви́льям Хосе́ Теси́льо Гутье́ррес (исп. William José Tesillo Gutiérrez; род. 2 февраля 1990 года, Барранкилья, Колумбия) — колумбийский футболист, защитник клуба «Леон» и сборной Колумбии. Участник Олимпийских игр 2016 года в Рио-де-Жанейро.

## Клубная карьера
Тесильо начал профессиональную карьеру в клубе «Сентаурос Вильявисенсио» в 2009 году. Спустя год он присоединился к «Депортес Киндио». 4 апреля 2010 года в матче против «Бояка Чико» Вильям дебютировал в Кубке Мустанга. 8 мая 2011 года в поединке против «Депортиво Перейра» Тесильо забил свой первый гол за «Депортес Киндио». В начале 2014 года Вильям перешёл в «Атлетико Хуниор». 26 января в матче против «Атлетико Уила» он дебютировал за новую команду. В 2015 году Тесильо помог клубу выиграть Кубок Колумбии.
В начале 2016 года Вильям перешёл в «Санта-Фе». 31 января в матче против «Бояка Чико» он дебютировал за новую команду. 22 февраля в поединке против «Энвигадо» Тесильо забил свой первый гол за «Санта-Фе». 15 марта в матче Кубка Либертадорес против чилийского «Кобресаля» он забил гол.
Летом 2018 года Тесильо перешёл в мексиканский «Леон». 22 июля в матче против УАНЛ Тигрес он дебютировал в мексиканской Примере. 3 марта 2019 года в поединке против «Сантос Лагуна» Вильям забил свой первый гол за «Леон». В 2020 году Тесильо стал чемпионом Мексики. 

## Международная карьера
Летом 2016 года в составе олимпийской сборной Колумбии Вильям принял участие в Олимпийских играх в Рио-де-Жанейро. На турнире он сыграл в матчах против команд Швеции, Японии Нигерии и Бразилии.
26 января 2017 года в товарищеском матче против сборной Бразилии Тесильо дебютировал за главную сборную Колумбии.
В 2019 году Тесильо принял участие в Кубке Америке в Бразилии. На турнире он сыграл в матчах против сборных Аргентины, Катара и Чили. В 2021 году Тесильо во второй раз принял участие в Кубке Америки в Бразилии. На турнире он сыграл в матчах против команд Эквадора, Венесуэлы, Бразилии, Уругвая, Аргентины и дважды Перу.

## Достижения
Командные
 «Атлетико Хуниор»
- Обладатель Кубка Колумбии — 2015

 «Леон»
- Победитель мексиканской Примеры — 2020

Международные
 Колумбия
- Бронзовый призёр Кубка Америки: 2021